# Тихорецк
Тихорецк (на руски: Тихорецк) е град в Русия, административен център на Тихорецки район. Населението му през 2010 година е 62 248 души.

## Население
Населението на града през 2010 година е 62 248 души. През 2002 година населението на града е 65 005 души, от тях:
- 61 074 (94,0 %) – руснаци
- 1342 (2,1 %) – украинци
- 994 (1,5 %) – арменци
- 259 (0,4 %) – беларуси
- 182 (0,3 %) – цигани
- 142 (0,2 %) – татари
- 129 (0,2 %) – азербайджанци
- 107 (0,2 %) – германци
- 102 (0,2 %) – грузинци
- 25 – гърци
- 20 – адигейци